# Paoletta Magoni
Paoletta Magoni (n. 14 septembrie 1964, Selvino, Lombardia, Italia) este o schioare alpină italiană, medaliată olimpică. A participat la 2 ediții ale Jocurilor Olimpice (1984, 1988) în care a câștigat o medalie de aur.